# René Challan

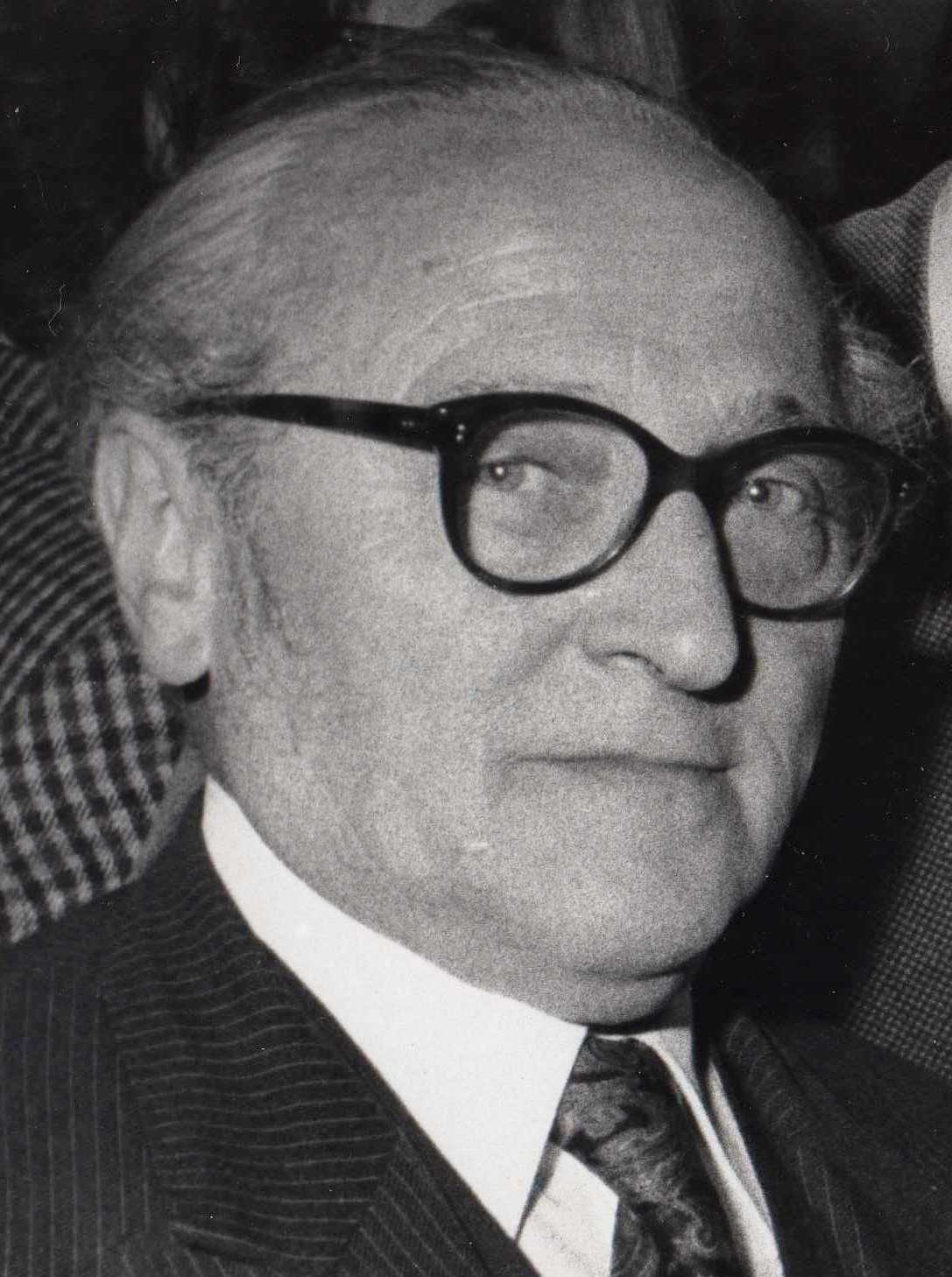
René Challan

René Challan (* 12. Dezember 1910 in Asnières; † 4. August 1978 in Nevers) war ein französischer Komponist und Dirigent.

## Leben
Der Zwillingsbruder von Henri Challan besuchte wie dieser das Pariser Konservatorium, wo er Schüler von Henri Busser, Jean und Noël Gallon war. Beim Wettbewerb um den Prix de Rome gewann er 1934 den zweiten und 1935 den ersten Großen Preis. Von 1936 bis 1939 hielt er sich in der Villa Medici in Rom auf.
Von 1949 bis 1975 war er künstlerischer Direktor der Sektion Klassik des Schallplattenproduzenten Pathé-Marconi. Dort erschien Anfang der 1970er-Jahre eine Ausgabe der vom Komponisten selbst dirigierten Werke Heitor Villa-Lobos’.
Challan komponierte eine Oper, drei Sinfonien, mehrere Instrumentalkonzerte und Werke in kammermusikalischer Besetzung. Er ist der Vater der Harfenistin Annie Challan.

## Werke
- 1. Sinfonie, 1937
- Concerto pastoral für Klavier und Orchester, 1943
- Concerto pour saxophone, 1944
- Concerto pour violon, 1945
- Concerto grosso pour trois trompettes et timbales, 1945
- Concerto pour piano, 1954
- 2. Sinfonie, 1956
- Concerto pour harpe, 1956
- Jorgen de Danemark, Oper, 1960
- 3. Sinfonie, 1961

| Personendaten    | Personendaten                        |
| ---------------- | ------------------------------------ |
| NAME             | Challan, René                        |
| KURZBESCHREIBUNG | französischer Komponist und Dirigent |
| GEBURTSDATUM     | 12. Dezember 1910                    |
| GEBURTSORT       | Asnières                             |
| STERBEDATUM      | 4. August 1978                       |
| STERBEORT        | Nevers                               |